# 和泉市立青葉はつが野小学校
和泉市立青葉はつが野小学校（いずみしりつ あおばはつがのしょうがっこう）は、大阪府和泉市はつが野一丁目にある小学校。

## 概要
トリヴェール和泉東地区の小学校として2006年に開校した。教室と廊下の間に壁のない構造などが取り入れられている。2019年エアコンの設置に伴い壁を設置させた。はつが野の東に隣接する既存の新興住宅地・青葉台も通学区域となっており、校名もこれを考慮したものになっている。
2017年に和泉市立南松尾はつが野学園が開校し、はつが野は北部（一 - 三丁目）が当校、南部（四 - 六丁目）が南松尾はつが野学園の通学区域となった。

## 沿革
- 2006年4月1日 -和泉市立緑ヶ丘小学校より分離開校。

## 通学区域
- 和泉市はつが野一 - 三丁目
- 和泉市青葉台

卒業生は基本的に和泉市立南池田中学校に進学する。

## 交通
- 最寄駅 ： 南海泉北線 和泉中央駅。

## 著名な出身者
- 今掛航貴 - プロサッカー選手